# Itasca (Teksas)
Itasca – miasto w Stanach Zjednoczonych, w stanie Teksas, w hrabstwie Hill.